# Janusz Podkul
Janusz Podkul, właśc. Jan Podkul (ur. 1 kwietnia 1946 w Krościenku Wyżnym, zm. 29 lipca 2022) – polski choreograf, instruktor tańców ludowych.

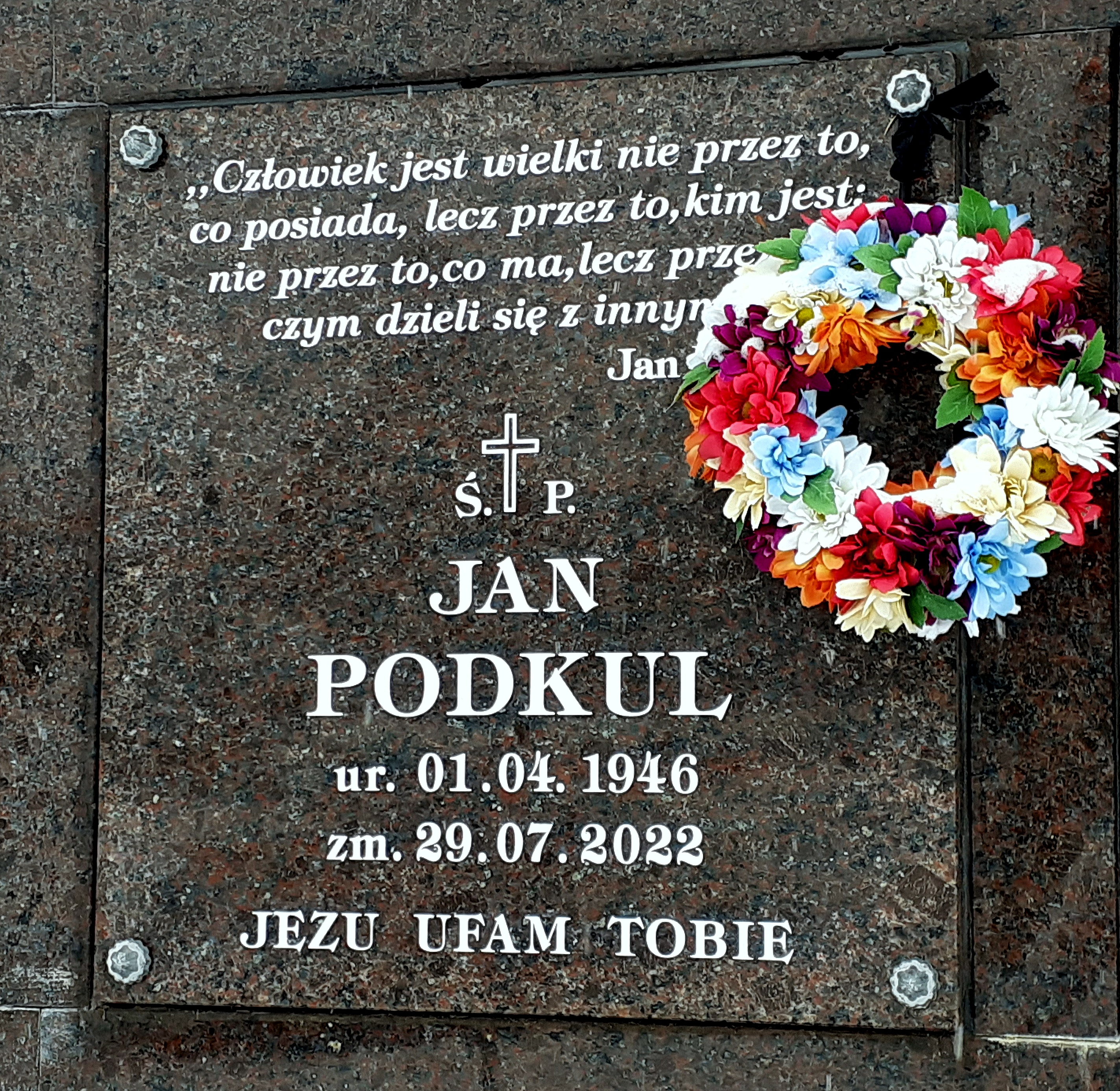
Miejsce pochówku J. Podkula

1998

## Życiorys
Urodził się w 1946 w Krościenku Wyżnym. Ukończył naukę w Liceum Ogólnokształcącym w Krośnie. Absolwent kursów w zakresie tańców ludowych. Po dwóch latach studiów mając 20 lat ukończył kilka dwuletnich kursów tanecznych w Poznaniu, Krakowie, Rzeszowie. Później w Krośnie i okolicach prowadził zespoły taneczne i był instruktorem tańca.
W 1968 podjął pracę w Zakładowym Domu Kultury Sanockiej Fabryki Autobusów „Autosan” na stanowisku choreografa i reżysera programów estradowych. Trafił wtedy do działającego przy tej placówce Zespołu Pieśni i Tańca „Autosan”, w którym miał zająć się tańcem (dotąd występowali w nim soliści i chóry). Z tą formacją pracował przez 23 lata i był choreografem do 1992. Wraz z zespołem uczestniczył w nagraniach telewizyjnych, występował w kraju i zagranicą oraz zdobywał tam wiele nagród. Odszedł z zespołu wraz z likwidację sanockiego ZDK. Następnie utworzył nowy zespół tańca, krótkotrwale działający w Osiedlowym Domu Kultury „Gagatek”, a w 1993 przeniesiony do Sanockiego Domu Kultury. Nową formację nazwał Zespół Tańca Ludowego „Sanok” i był jego instruktorem, choreografem i kierownikiem artystycznym. Także ten zespół był wielokrotnie nagradzany w Polsce i poza granicami, m.in. zdobył I miejsce na Festiwalu Pieśni i Tańca „Pogórze” w 1994 i specjalne wyróżnienie na Ogólnopolskim Przeglądzie Tańców Narodowych w Rzeszowie.
Zmarł 29 lipca 2022. Jego prochy zostały pochowane w kolumbarium na Cmentarzu Centralnym w Sanoku.

## Odznaczenia i nagrody
- Złoty Krzyż Zasługi „za zasługi w działalności na rzecz kultywowania i upowszechniania kultury i tradycji polskiej” (2013)[6]
- Odznaka „Zasłużony Działacz Kultury” (1976)[7]
- Odznaka „Zasłużony dla Sanoka” (1978)[8]
- Nagroda Miasta Sanoka w dziedzinie kultury i sztuki I stopnia „za całokształt działalności i osiągnięć w zakresie choreografii” (za rok 1997)[9][2]